# Гозен-Ној Цитау
Гозен-Ној Цитау (њем. Gosen-Neu Zittau) општина је у њемачкој савезној држави Бранденбург. Једно је од 38 општинских средишта округа Одер-Шпре. Према процјени из 2010. у општини је живјело 2.880 становника. Посједује регионалну шифру (AGS) 12067173.

## Географски и демографски подаци
Гозен-Ној Цитау се налази у савезној држави Бранденбург у округу Одер-Шпре. Општина се налази на надморској висини од 37 метара. Површина општине износи 15,1 km². У самом мјесту је, према процјени из 2010. године, живјело 2.880 становника. Просјечна густина становништва износи 191 становника/km².

## Међународна сарадња
| Мјесто | Држава | Врста сарадње | Од    |
| ------ | ------ | ------------- | ----- |
|        | Чешка  | контакт       | 1993. |
| Извор  |        |               |       |